# Línea Biwako
La Línea Biwako (琵琶湖線 Biwako sen?) es el apodo usado por West Japan Railway Company (JR West) para referirse a la sección de la Línea Principal Tōkaidō entre Maibara y Kioto, y de la Línea Principal Hokuriku entre Maibara y Nagahama. La línea, junto con la Línea Kioto y la Línea Kobe, forma la sección principal del servicio de cercanías "Red Urbana" de JR West en el área metropolitana de Osaka-Kobe-Kyoto.

## Apodo
El nombre de la línea proviene del Lago Biwa (琵琶湖 Biwa-ko?), debido a que la ruta transcurre junto al lago. Los sobrenombres para las líneas se introdujeron cuando la recientemente privatizada JR West decidió usar nombres "familiares" por encima de los nombres oficiales. El nombre de Biwako no apareció en la primera lista. En realidad, el tramo se iba a llamar "línea Kioto" hasta Maibara. Un movimiento de protesta en la prefectura de Shiga se opuso al nombre. El movimiento pedía un nombre propio para la prefectura, por lo que se decidió llamar "línea Biwako" al tramo entre Maibara y Kioto. 

### Reconocimiento
Aunque el apodo "Línea Biwako" es usado por el operador JR West, el estatus oficial de la Línea Tōkaidō no se ha cambiado o discutido. Central Japan Railway Company (JR Central) usa su nombre oficial "Línea Principal Tōkaidō" para la sección de JR West en las conexiones de Kioto y Maibara. El apodo de "Línea Biwako" aparece en algunos periódicos locales y anuncios, y los pasajeros frecuentes entienden que las líneas Biwako, Kioto y Kobe son en realidad la misma, pero puede causar confusión entre pasajeros no habituales.

## Trenes
Servicio Rápido Especial (新快速)
- Los trenes paran en las estaciones de Nagahama, Tamura, Sakata, Maibara, Hikone, Notogawa, Omi-Hachiman, Yasu, Moriyama, Kusatsu, Minami-Kusatsu, Ishiyama, Otsu, Yamashina y Kioto. Continúa por la Línea Kioto hacia Osaka.

Trenes locales (普通)
- Operados como trenes de servicio rápido cuando corren al oeste de Takatsuki (Kioto por la mañana) (3 puertas por vagón)
  - Estos trenes locales paran en todas las estaciones de la línea y tienen servicio limitado hasta Nagahama y Ogaki.

- Trenes locales la línea JR de Kioto (4 puertas por vagón)
  - El servicio local de la línea JR de Kioto JR se extiende a Yasu durante las horas punta entre semana.

## Estaciones
Las estaciones están listadas de este a oeste. La distancia entre Tokio - Maibara es de 445,9 km, y la de Tokio - Kioto de 513,6 km.
- ●: Los trenes paran.
- s: Parada limitada
- |: Los trenes pasan.
- Local (4 puertas): Trenes locales de la línea Kioto
- Local (3 puertas)

| Local (4 puertas)                                               | Local (3 puertas) | Rápido Especial | Barrio, Ciudad | Prefectura | |                     |       |
| Línea Principal Hokuriku                                        |                   |                 |                |            | |                     |       |
| Continúa el servicio de la Línea Principal Hokuriku             |                   |                 |                |            | |                     |       |
| Nagahama                                                        | 長浜              |                 | ●              | ●          | Línea Principal Hokuriku hacia Omi-Imazu y Tsuruga                                                                                   | Nagahama            | Shiga |
| Tamura                                                          | 田村              |                 | ●              | ●          | | Nagahama            | Shiga |
| Sakata                                                          | 坂田              |                 | ●              | ●          | | Maibara             | Shiga |
| Línea Principal Tōkaidō                                         |                   |                 |                |            | |                     |       |
| Continúa el servicio de la Línea Principal Tōkaidō (JR Central) |                   |                 |                |            | |                     |       |
| Maibara                                                         | 米原              |                 | ●              | ●          | JR Central: Tōkaidō Shinkansen, Línea Tokaido hacia Gifu y Nagoya Ohmi Railway: Línea Principal                                      | Maibara             | Shiga |
| Hikone                                                          | 彦根              |                 | ●              | ●          | Ohmi Railway: Línea Principal | Hikone              | Shiga |
| Minami-Hikone                                                   | 南彦根            |                 | ●              | \|         | | Hikone              | Shiga |
| Kawase                                                          | 河瀬              |                 | ●              | \|         | | Hikone              | Shiga |
| Inae                                                            | 稲枝              |                 | ●              | \|         | | Hikone              | Shiga |
| Notogawa                                                        | 能登川            |                 | ●              | ●          | | Higashiomi          | Shiga |
| Azuchi                                                          | 安土              |                 | ●              | \|         | | Ōmihachiman         | Shiga |
| Ōmi-Hachiman                                                    | 近江八幡          |                 | ●              | ●          | Ohmi Railway: Línea Yōkaichi | Ōmihachiman         | Shiga |
| Shinohara                                                       | 篠原              |                 | ●              | \|         | | Ōmihachiman         | Shiga |
| Yasu                                                            | 野洲              | s               | ●              | ●          | | Yasu                | Shiga |
| Moriyama                                                        | 守山              | s               | ●              | ●          | | Moriyama            | Shiga |
| Rittō                                                           | 栗東              | s               | ●              | \|         | | Rittō               | Shiga |
| Kusatsu                                                         | 草津              | s               | ●              | ●          | Línea Kusatsu | Kusatsu             | Shiga |
| Minami-Kusatsu                                                  | 南草津            | s               | ●              | ●          | | Kusatsu             | Shiga |
| Seta                                                            | 瀬田              | s               | ●              | \|         | | Otsu                | Shiga |
| Ishiyama                                                        | 石山              | s               | ●              | ●          | Keihan: Línea Ishiyama Sakamoto | Otsu                | Shiga |
| Zeze                                                            | 膳所              | s               | ●              | \|         | Keihan: Línea Ishiyama Sakamoto | Otsu                | Shiga |
| Ōtsu                                                            | 大津              | s               | ●              | ●          | | Otsu                | Shiga |
| Yamashina                                                       | 山科              | s               | ●              | ●          | Línea Kosei Metro de Kioto: Línea Tōzai Keihan: Línea Keishin (Estación de Keihan Yamashina)                                         | Yamashina-ku, Kioto | Kioto |
| Kioto                                                           | 京都              | ●               | ●              | ●          | Línea Sagano (Línea Principal Sanin), Línea Nara JR Central: Tōkaidō Shinkansen Kintetsu: Línea Kioto Metro de Kioto: Línea Karasuma | Shimogyo-ku, Kioto  | Kioto |
| El servicio continúa en la Línea Kioto de JR                    |                   |                 |                |            | |                     |       |

## Material rodante
- Serie 383
- Serie 583
- Serie 281
- Serie 285
- Serie 681 y 683